# Société de l'Empire allemand
La société de l'Empire allemand ou société de l’Allemagne wilhelmienne  (parfois wilhelminienne) est la société, comprenant l'ensemble de l'art, de la culture et des institutions, d'une période de l'Histoire de l'Allemagne correspondant au Deuxième Reich, sous les règnes de Guillaume Ier, Frédéric III et enfin Guillaume II, le dernier Kaiser. Cette période historique s'ouvre avec le « Gründerzeit », le temps des fondateurs, et s'achève avec une phase de personnification autocrate du pouvoir par Guillaume II, le « wilhelminisme », qui aboutira finalement à la Première Guerre mondiale et la fin de l'Empire au terme de la défaite militaire allemande face aux forces alliées.
La période wilhelmienne est marquée par un vaste développement industriel et celui de l'Empire colonial allemand. Elle voit ainsi le développement du complexe militaro-industriel allemand et de la Kaiserliche Marine. C'est aussi une période qui compte certaines avancées sociales, comme l'apparition d'un régime de protection sociale, encore en vigueur de nos jours en Alsace-Lorraine française.

## Société et vie sociale

Im Biergarten, peinture de Adolf Menzel (1815-1905) datée de 1883.

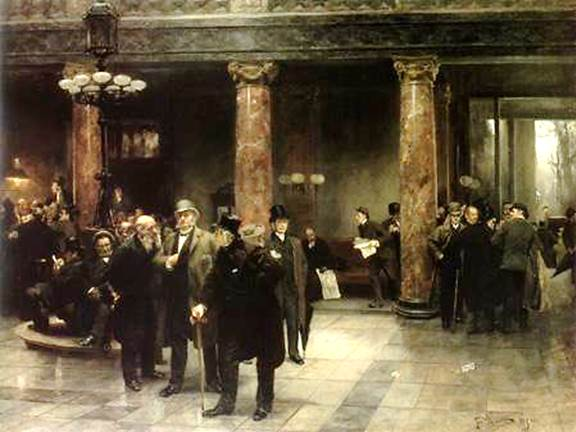
Ferdinand Brütt : la Bourse.

De 1878 à 1890, une série de lois sociales sont prises par Otto von Bismarck.

### Féminisme
L'année 1894  voit la fondation de l’ Allgemeiner Deutscher Frauenverein (« Association générale des femmes allemandes ») par Louise Otto-Peters, entre autres cofondatrices.

### Critiques de la société wilhelmienne
Selon le concept du « Sonderweg », terme qui semble avoir été forgé par l'historien Hans-Ulrich Wehler, l'Allemagne wilhelminienne se serait modernisée sans se démocratiser, au contraire de pays comme la France, la Grande-Bretagne ou les États-Unis —  Karl Marx  parlant de « misère allemande » pour désigner l’attitude d’une bourgeoisie allemande qui préfère passer un compromis avec l’aristocratie terrienne et les princes plutôt que de s’allier avec le peuple pour libérer la nation des entraves morales et politiques héritées du passé.
Deux mois avant le déclenchement de la Première Guerre mondiale paraît Le Sujet de l'Empereur (en allemand Der Untertan), une violente critique sociale romanesque d'Heinrich Mann.

## Vie politique et opinion publique

### Chanceliers impériaux
| Titulaire | Titulaire                                      | Titulaire                                              | Mandat                                    | Parti          | Note |
| --------- | ---------------------------------------------- | ------------------------------------------------------ | ----------------------------------------- | -------------- | --- |
|           | Otto von Bismarck après sa démission, en 1890. | Prince Otto von Bismarck 1815-1898                     | Du 22 mars 1871 au 20 mars 1890           | Sans étiquette | Bismarck fut ministre-président et ministre des Affaires étrangères du royaume de Prusse de 1862 à 1890, ainsi que chancelier confédéral de 1867 à 1871 et chancelier impérial de 1871 à 1890. |
|           | Leo von Caprivi en 1880..                      | Comte Leo von Caprivi 1831-1899                        | Du 20 mars 1890 au 26 octobre 1894        | Sans étiquette | |
|           |                                                | Prince Chlodwig zu Hohenlohe-Schillingsfürst 1819-1901 | Du 29 octobre 1894 au 19 octobre 1900     | Sans étiquette | |
|           |                                                | Prince Bernhard von Bülow 1849-1929                    | Du 16 octobre 1900 au 13 juillet 1909     | Sans étiquette | |
|           |                                                | Theobald von Bethmann Hollweg 1856-1921                | Du 14 juillet 1909 au 13 juillet 1917     | Sans étiquette | |
|           |                                                | Georg Michaelis 1857-1936                              | Du 14 juillet 1917 au 31 octobre 1917     | Sans étiquette | |
|           |                                                | Comte Georg von Hertling 1843-1929                     | Du 1er novembre 1917 au 30 septembre 1918 | Sans étiquette | |
|           |                                                | Prince Maximilian von Baden 1867-1936                  | Du 3 octobre 1918 au 3 novembre 1918      | Sans étiquette | |

### Armée et société
« Évoquer l'armée allemande, c'est évoquer l'Allemagne tout entière, car ses soldats et civils de 1914, faisaient un tout extraordinairement homogène, la Gemeinschaft; issue de l'« idée allemande » qui avait germé parmi les humiliations des guerres napoléoniennes, cette communauté s'était peu à peu consolidée pour atteindre, entre 1870 et les premières années du siècle, une parfaite cohésion. Un essor industriel prodigieux et un accroissement spectaculaire de la natalité (un million de naissances par an !) persuadèrent peu à peu l'Allemagne de sa grandeur. Elle sentit la nécessité de se procurer de nouveaux marchés pour nourrir tant de bouches et préserver son « standing », elle se tourna aussi vers les colonies, dont elle s'était peu souciée jusque-là. »

— Liliane et Fred Funcken, L'uniforme et les armes des soldats de la Guerre 1914-1918

## Arts, sciences et culture
En 1876, le compositeur Richard Wagner crée le Festival de Bayreuth, un festival d'opéra consacré à l'exécution de ses dix principales œuvres opératives. Il se tiendra chaque été au Palais des festivals (Festspielhaus) de Bayreuth, en Bavière, un théâtre conçu par Wagner pour pouvoir réaliser sa conception particulière de l'ouvrage lyrique comme « œuvre d'art totale »,.

### Mouvements culturels
L'année 1903 va voir la fondation de la Deutscher Künstlerbund (La Ligue des artistes allemands) et 1907 celle de la Deutscher Werkbund (Association allemande des artisans) à Munich par Hermann Muthesius.

### Littérature
Roman populaire, science-fiction et littérature fantastique
La littérature populaire allemande trouve sa figure de proue en Karl May, l'un des écrivains allemands les plus vendus au monde, notamment pour ses romans d'aventures au Far West dont les deux héros sont le Blanc Old Shatterhand et l'Apache Winnetou.

### Sciences
Guillaume II a fondé en 1911 la Kaiser-Wilhelm-Gesellschaft zur Förderung der Wissenschaften (Société Empereur Guillaume pour la Promotion des Sciences), qui devint après la Seconde Guerre mondiale la prestigieuse Max-Planck-Gesellschaft.

## Économie

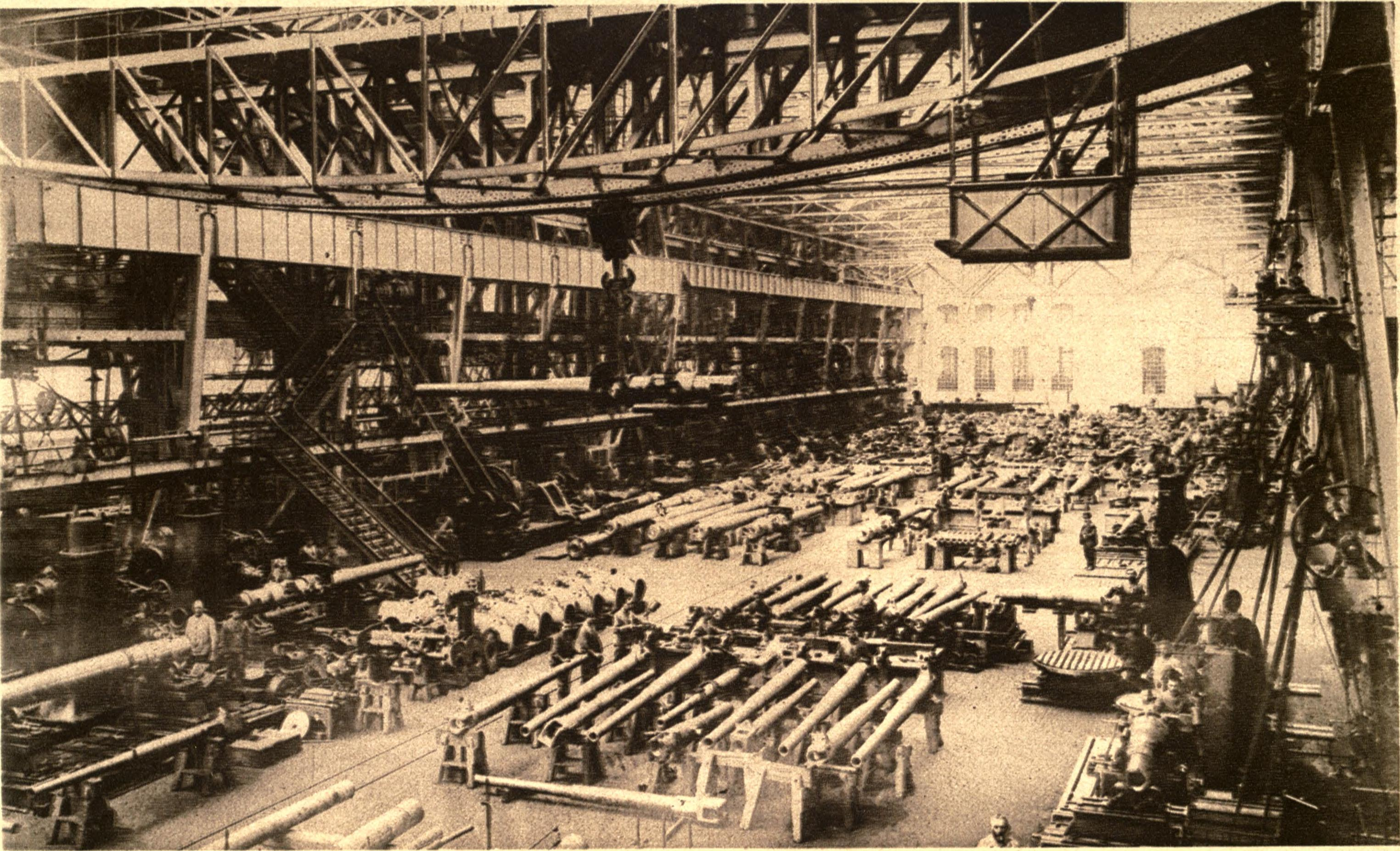
Les usines d'armement Krupp, l'un des symboles du développement industriel de l'ère wilhelmienne.

## Éducation
Jusqu'en 1870, l'enseignement supérieur allemand faisait contrepoids à l'autorité militaire mais, depuis 1871, l'enseignement supérieur s'est pénétré de la doctrine bismarckienne : la valeur d'une nation est toute dans sa force militaire, industrielle et commerciale. L'Allemagne, qui au commencement du XIXe siècle, paraissait le temple des méditations idéales, tendait à devenir de plus en plus un laboratoire d'industriels, de chimistes et de commerçants. Aux jeunes gens qui terminaient leurs études, on donnait un enseignement moral où la religion remplaçait la philosophie. Celle-ci n'était plus étudiée que par les étudiants en théologie. Quant aux étudiants en sciences, pendant les cinq ou six derniers mois de leur dernière année de cours, c'est-à-dire vers leur 25 ans, ils assistent à quelques leçons de philosophie, très incomplètes. De même que la doctrine morale des étudiants se réduisait au catéchisme, leur conception politique se réduisait à l'impérialisme. Ils reprenaient fidèlement les opinions conventionnelles de leurs pères.  

### Enseignements primaire, secondaire et professionnel

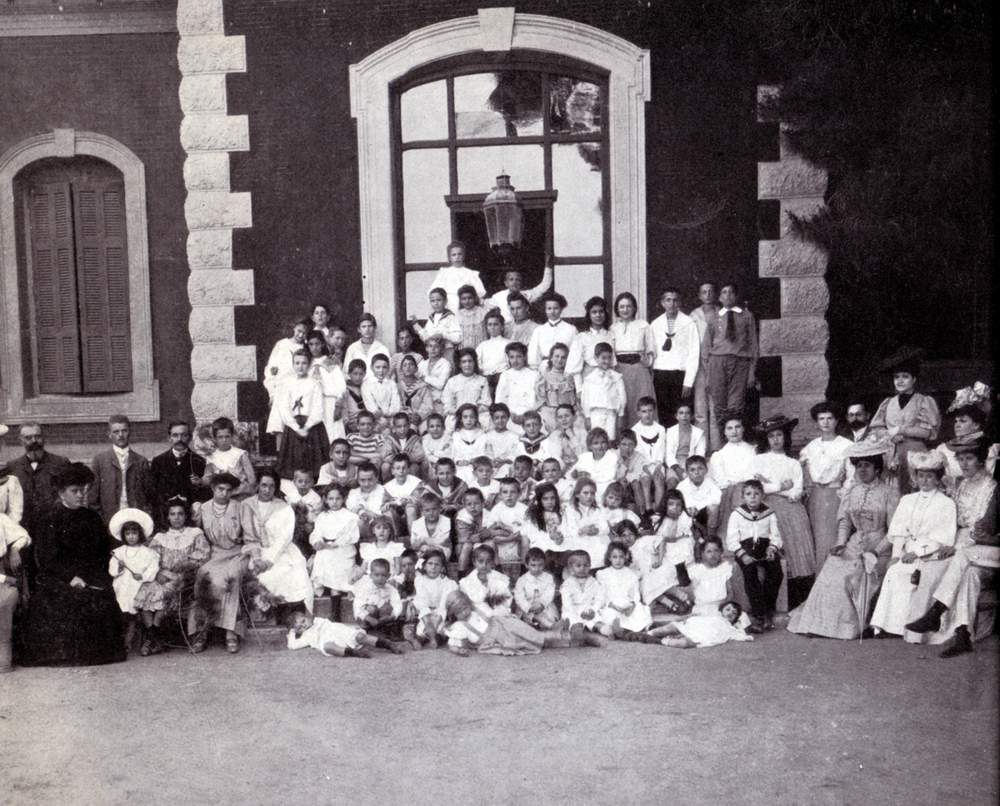
Photographie d'écoliers allemands d'une Bürgerschule, en 1905.

L'Allemagne n'avait pas, pour l'instruction publique, un régime unique comme pour l'armée, les États s'organisant suivant leurs traditions ou leurs besoins. Cependant l'instruction publique, particulièrement l'enseignement primaire, offrait, dans tout l'Empire, certains caractères généraux. La loi, très rigoureusement appliquée, implique l'obligation scolaire : les illettrés étaient extrêmement rares. Mais, si l'enseignement était obligatoire, il n'était ni laïc, ni gratuit, ni égalitaire. Les enfants de la bourgeoisie étaient élevés à part. En Saxe, par exemple, dans toute commune qui comptait au moins 1 000 habitants, il y avait 2 écoles primaires bien distinctes. La Bezirksschule (école du district), destinée au peuple : l'écolage y était de 1,50 marks par mois, payables par quinzaine ; une famille, quel que fut le nombre d'enfants fréquentant la même école, ne payait que pour un seul. La Bürgerschule (école des bourgeois), au programme de laquelle figuraient les langues étrangères, particulièrement le français, avait un écolage de 6 marks par mois, payable en un seul versement. L'argent ainsi payé servait à l'entretien des écoles. Aussi, beaucoup d'entre elles ont une propreté et même un confort remarquable.
L'élève reste à l'école de 6 à 14 ans. La totalité des vacances par an ne devait pas dépasser les 8 semaines. Les inspecteurs primaires avaient le droit de fixer les dates de ces vacances suivant les travaux, particulièrement les travaux agricoles. Cette date variait naturellement d'après les productions des contrées, voire des communes. Ici, on avait besoin des enfants en septembre, pour la cueillette du houblon ; là, on en avait besoin pour les vendanges ou la récolte des pommes de terre. Les grandes vacances proprement dites sont de 5 semaines de suite. L'examen de sortie, pour les écoles primaires, comprenait une rédaction, des exercices de calculs et de géométrie : il correspondait au certificat d'étude primaire en France, à l'époque. La pédagogie allemande n'admettait pas de composition durant le courant de l'année : ni classement, ni prix d'aucune sorte. L'année scolaire commence à Pâques. Dans les régimes scolaires allemands, Pâques était un point de départ à cause des actes religieux, première communion ou confirmation. Toutes les écoles étaient rattachées à l'église ou au temple, suivant que la commune était à majorité catholique ou protestante. Le curé ou le pasteur avaient droit d'inspection, tout instituteur était payé par la commune. De là une double subordination, contre laquelle les congrès et les associations d'instituteurs s'élèvent fréquemment, mais sans résultats.
Pour entrer à l'école, les jeunes gens qui se destinaient à l'enseignement suivaient les cours, non pas d'une école communale, mais d'une Realschule, c'est-à-dire d'une école où l'on distribuait un enseignement spécial, professionnel, moderne et pratique. Quant aux futures institutrices, pour se préparer à l'école normale, elles suivaient les cours de la Bürgerschule (école des bourgeois), puis ceux d'une école supérieure. Dans tous ces établissements, les frais d'études étaient assez élevés. L'âge minimum pour l'examen de concours aux écoles normales est de 14 ans, la durée de études de 5 ans ; quant aux frais d'étude, ils s'élèvent à 150 marks. De plus, comme les écoles normales allemandes n'ont pas en général d'internat, les élèves doivent prendre pension au-dehors. Ces frais additionnés supposent, chez les familles des élèves-maîtres, une réelle aisance. Après avoir subi le dernier examen de l'école, l'élève-maître peut être nommé "délégué" dans une école au traitement annuel de 900 marks. S'il ne trouvait pas de place dans une école publique, il entrait comme professeur dans une privée ou dans une famille. Deux ans après sa sortie de l'école, il subissait l'examen constatant les aptitudes pédagogiques, examen où toutes les matières de l'enseignement étaient passées en revue en des épreuves écrites ou orales. S'il était reçu, il pouvait alors être nommé instituteur. Son temps de délégation ne comptait pas pour la retraite. Parfois candidats et candidates attendaient leur nomination pendant 4 ou 5 ans. Les associations d'instituteurs allemands réclamaient un traitement de minimum de 1350 marks. Des avantages importants leur étaient faits pour les retraites. La caisse des retraites était constituée par l'État, l'instituteur n'y versait rien, il touchait son traitement intégral ; si après 10 ans d'enseignement, il ne pouvait plus faire classe, il avait une retraite égale au quart de son traitement.

### Les universités allemandes

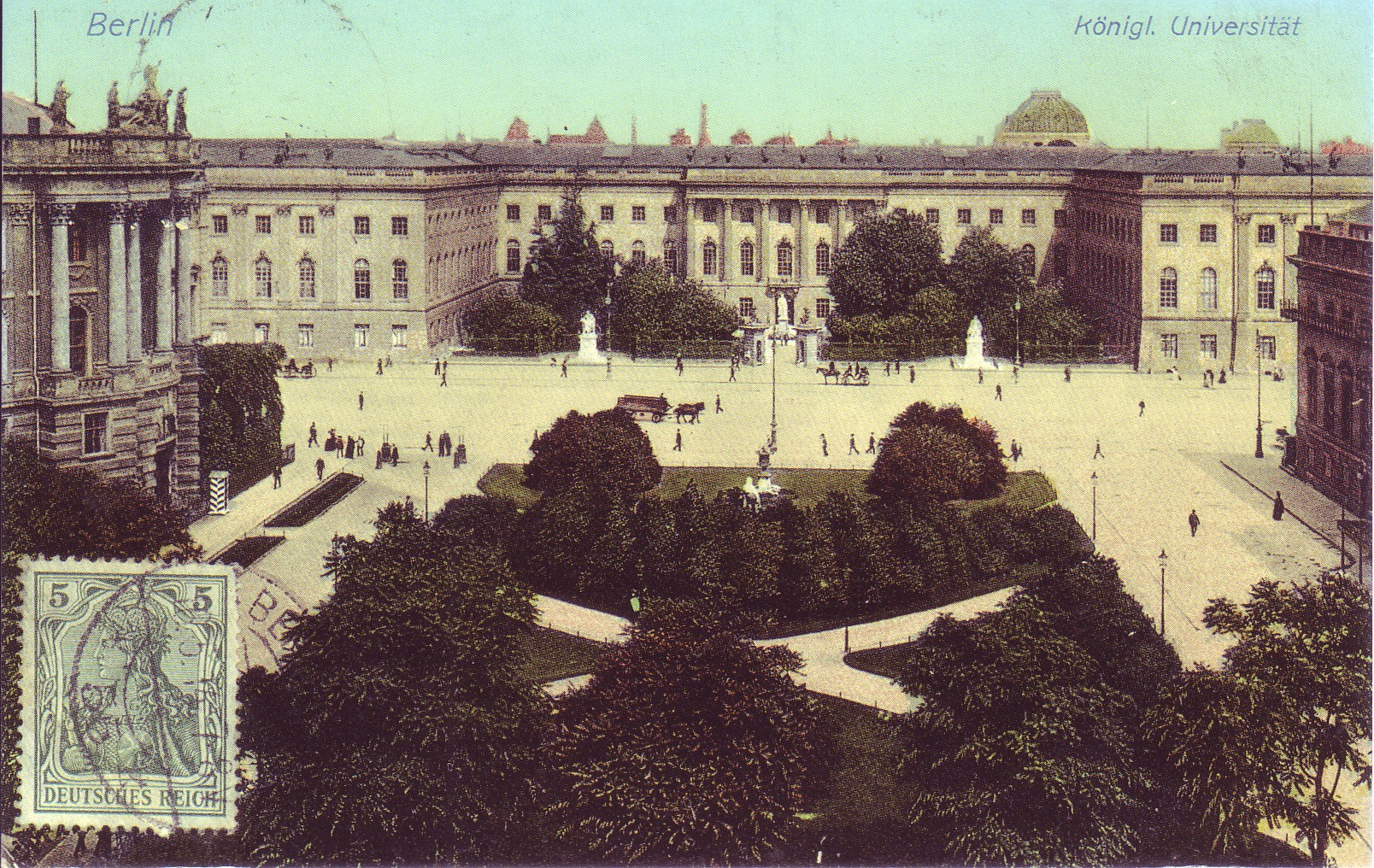
Carte postale avec l'Université de Berlin en 1900.

Les universités allemandes différaient des universités françaises de l'époque. L'État continuait à les soutenir, mais elles se gouvernaient seules. Elles se divisaient en 4 facultés : Droit, Médecine, Théologie et Philosophie. La philosophie comprenait la littérature et les sciences naturelles. Une cinquième faculté fut créée plus tardivement, celle des Sciences politiques et administratives, mais elle n'octroyait pas de grade. Les professeurs des facultés formaient le sénat académique (en). Ils élisaient tous les ans leur recteur. Les étudiants avaient le droit d'être jugés par ce Sénat. Tel était le fondement de la liberté, dans la Civitas universitatis. L'étudiant était inviolable à la police. Il ne pouvait être, même pour crime, livré aux tribunaux qu'après une décision du Sénat académique. Devant le Sénat, la parole de l'étudiant faisait foi, sans autre preuve ni témoignage.
Les plus célèbres universités allemandes sont celles de Halle, de Leipzig, de Iéna, de Munich et de Bonn. Elles ont travaillé à l'œuvre d'unification nationale. Le général prussien Scharnhorst déclara : « La maison des Hohenzollern a pour garde d'honneur l'université de Berlin. ».

## Sports et loisirs

### Sports

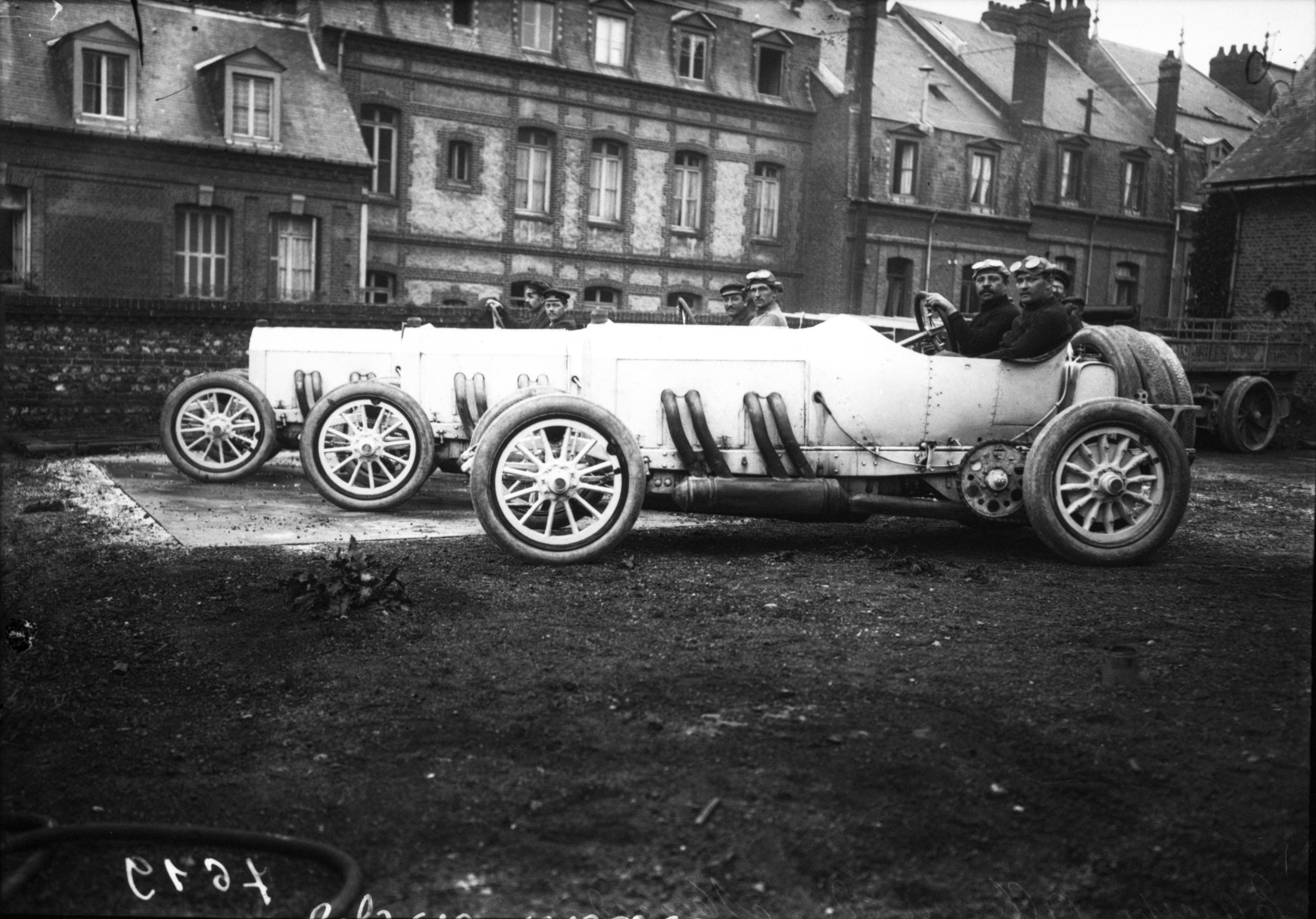
Le team Mercedes-Benz au Grand Prix automobile de France de 1908.

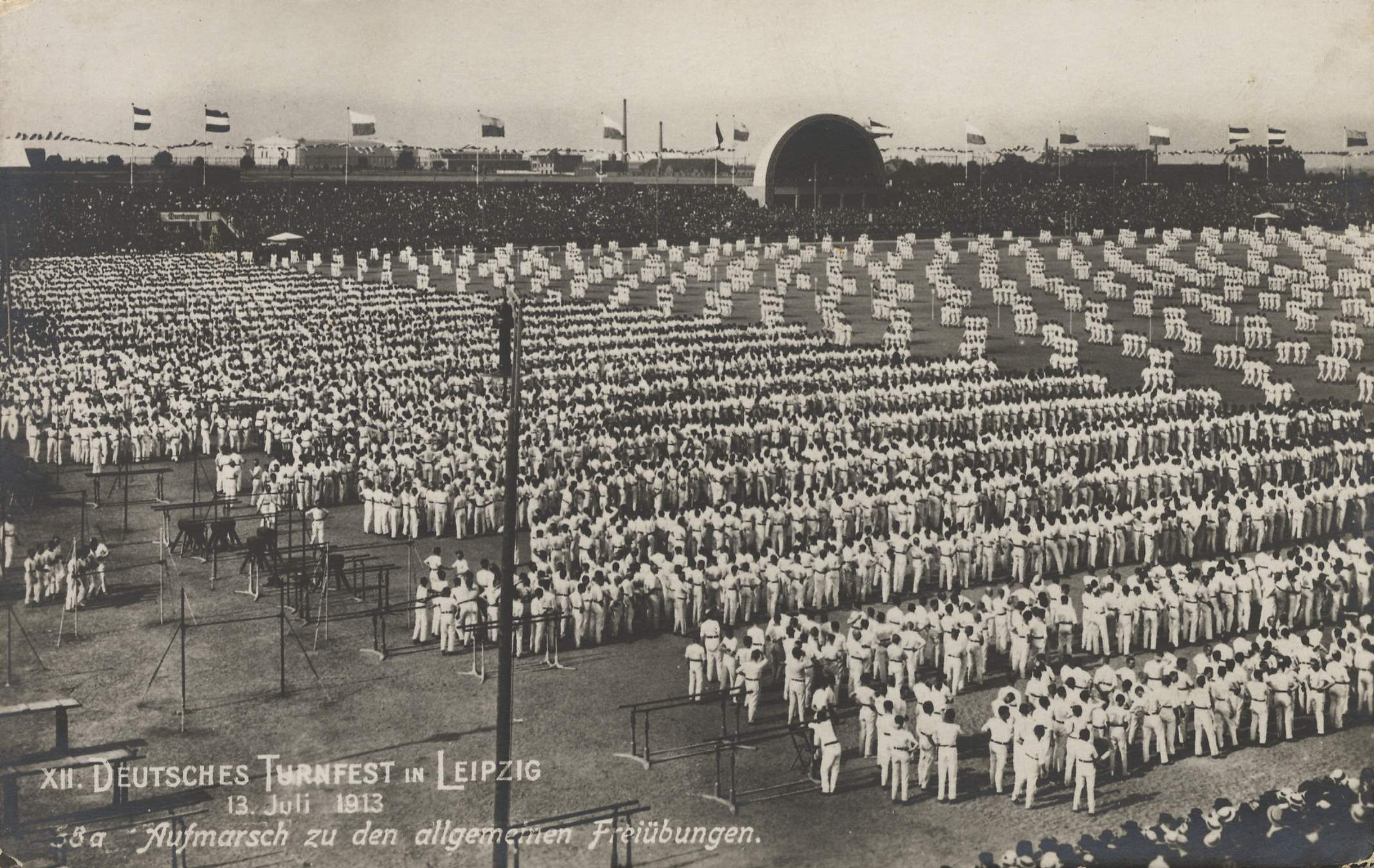
Une fête de gymnastique à Leipzig en 1913.

Le sport était une composante centrale de la société allemande sous l'Empire : sa manifestation principale en a d'abord été la gymnastique, sous la forme des « fêtes de gymnastique » (Turnfeste). Des sportifs de tout l'empire se retrouvent lors de ces compétitions, dont l'organisation remonte au début du XIXe siècle. Ces fêtes sont aussi une manifestation de la culture allemande vis-à-vis du sport, qui y occupe une place privilégiée : on accorde, surtout dans la haute société, une grande importance au fait d'être dans une bonne forme physique (au point qu'une forme de hiérarchie sociale se met en place, valorisant les résultats sportifs et la pratique régulière de sports nobles). Au total, on compte une quarantaine de ces fêtes au niveau fédéral entre 1875 et 1914, chacune demandant une minutieuse et pénible organisation.
En dehors de ces particularités, la société allemande adopte progressivement le modèle anglais, et ses symboliques. Le football, le tennis et l'équitation s'imposent : le football comme champ de bataille, le tennis en prolongation de l'escrime et du duel, l'équitation pour ses valeurs nobles et chevaleresques. Côté football, les premiers clubs sont fondées à la fin du XIXe siècle, et 86 d'entre eux sont à l'origine de la création de la Deutscher Fußbal Bund en 1900. Après plusieurs décennies de compétitions au mieux régionales, mais souvent désorganisées, le football allemand se dote d'une organisation fédérale, qui organise en 1903 un premier championnat. Celui-ci tourne à l'avantage du VFB Leipzig, fondé sept ans plus tôt. À noter qu'à cette époque, ce sont les classes sociales les plus aisées qui jouent, dans une société de classe particulièrement dure envers les ouvriers. Dans cette époque d'amateurisme, on joue pour le prestige, qui apporte par preuve de sa bonne condition physique une place de choix dans la société - et notamment dans l'armée.
L'Allemagne prendra part aux premiers Jeux olympiques de l'ère moderne en 1896. Le sportif le plus titré à l'issue des neuf jours de compétition sera d'ailleurs le lutteur et gymnaste allemand Carl Schuhmann, sacré champion olympique à quatre reprises. L'Allemagne était prévue comme pays-hôte pour les Jeux olympiques d'été de 1916, qui n'eurent pas lieu en raison de la Première Guerre mondiale. Cette annulation coûte cher au prestige de l'Allemagne en tant que nation sportive : à une époque ou les déplacements d'athlètes majoritairement amateurs sont difficiles, la nation hôte empoche souvent la majorité des médailles (à Athènes, 37 % des médailles sont grecques ; à Paris quatre ans plus tard, 38 % des médailles sont françaises. Ce phénomène, qui diminue avec le temps à mesure que les moyens alloués au sport augmentent dans tout les pays, connaîtra son apogée à Saint-Louis, quasi-inaccessible aux délégations, où 88 % des médailles seront américaines. L'Empire allemand en aura été victime toute son existence).
| Jeux             | Médaille d'or, Jeux olympiques | Médaille d'argent, Jeux olympiques | Médaille de bronze, Jeux olympiques | Total |
| Athènes 1896     | 7                              | 5                                  | 2                                   | 14    |
| Paris 1900       | 4                              | 3                                  | 2                                   | 9     |
| Saint-Louis 1904 | 5                              | 4                                  | 5                                   | 14    |
| Londres 1908     | 3                              | 5                                  | 3                                   | 11    |
| Stockholm 1912   | 6                              | 13                                 | 7                                   | 26    |
| Total            | 25                             | 30                                 | 19                                  | 74    |

### Loisirs
Les jouets allemands

## Transports

### Transports fluvial et maritime
La marine marchande

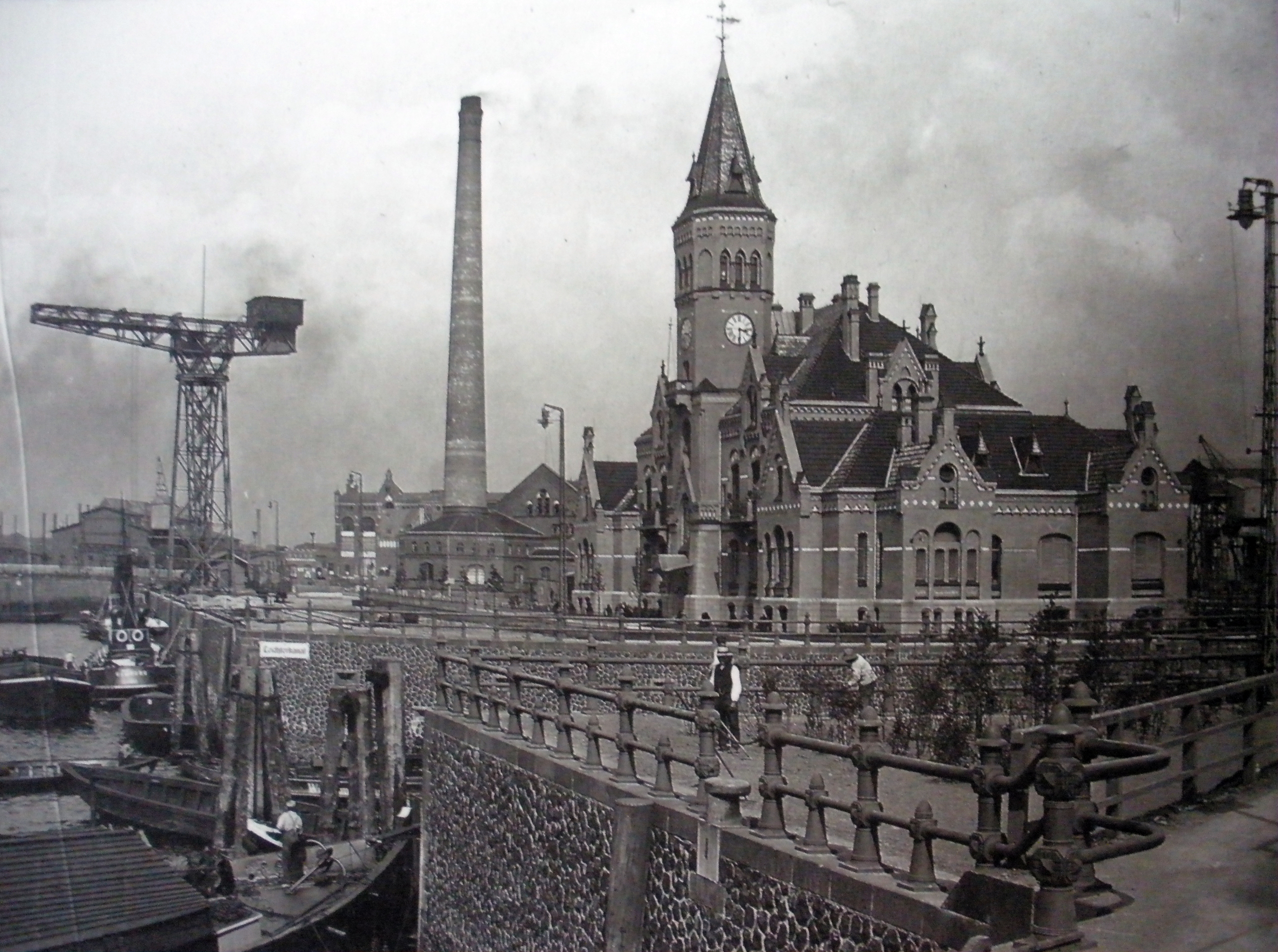
Le Kaiser Wilhelm Hafen à Hambourg en 1903.

La marine marchande est passée de 970 000 tonnes en 1900 à 3 millions de tonnes en 1914. Elle compte 5 000 navires, dont plus de 2 000 à vapeur (l'Allemagne a deux flottes à demeure en Extrême-Orient, pour desservir les côtes de la Chine et de l'Indochine). Pour le commerce, l'Allemagne vient immédiatement après la Grande-Bretagne : les importations atteignent 9 milliards par an en 1900, 20 milliards en 1914 ; pour les exportations  7 milliards par an en 1900, 18 milliards en 1914.
Elle a dépensé plus de 1,5 milliard de marks pour ses ports. Hambourg est reliée à toutes les parties du monde par 72 lignes de navigation allemande. Elle a 20 kilomètres de quais et 160 kilomètres de voies ferrées. La Compagnie transatlantique Hambourg-America devient la plus importante des compagnies de navigation.

## Vie quotidienne

### Folklore estudiantin

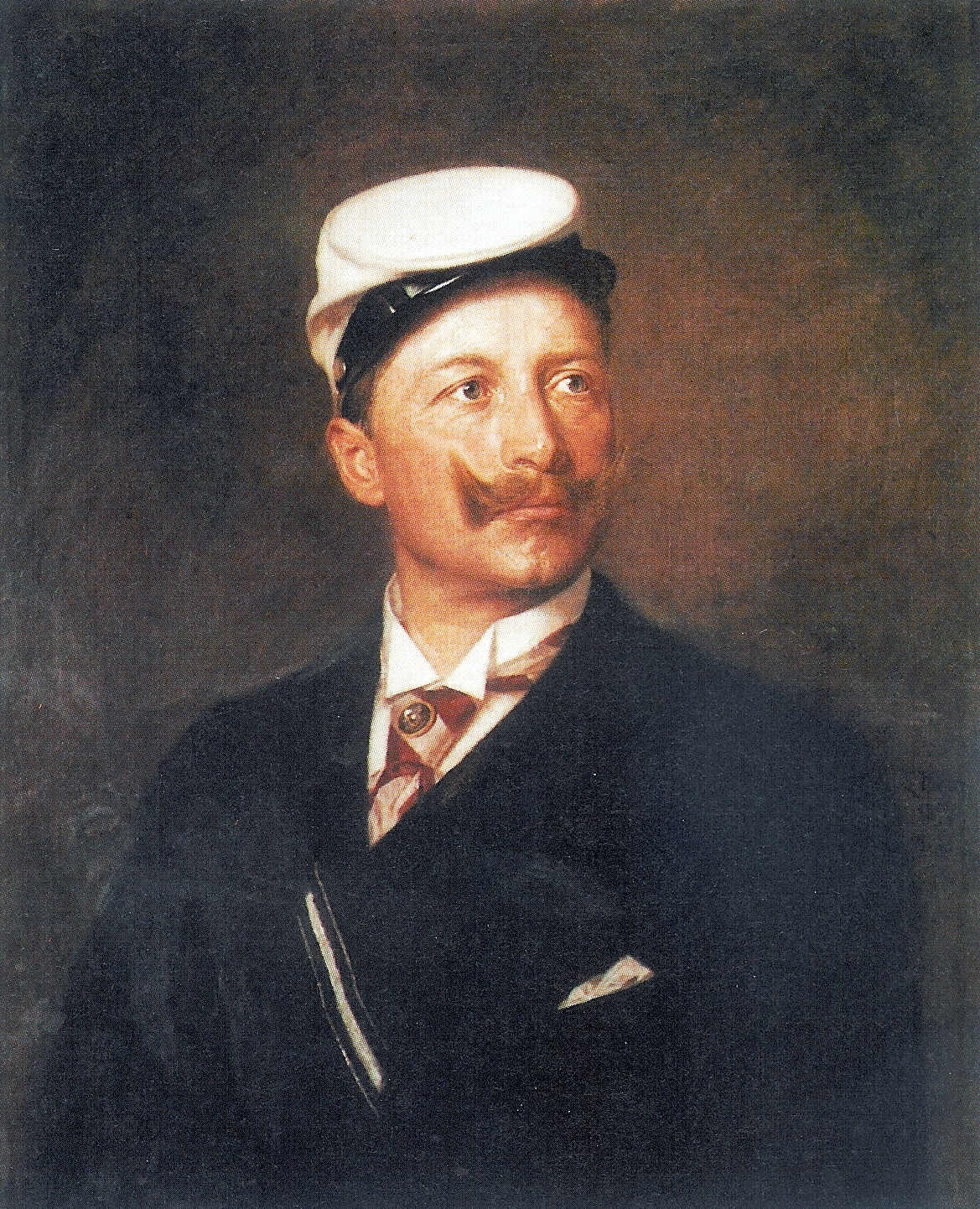
Le Kaiser Guillaume II aux couleurs du corps de Borussia.

Diverses traditions se perpétuaient chez les étudiants allemands. Par exemple, les délégués des corporations universitaires, lors des cérémonies, défilaient gravement, vêtus de costumes sang de bœuf, vert épinard ou bleu de Prusse, coiffés d'un petit bonnet à ganse d'or, chaussés de bottes gigantesques et armés de rapières démesurées.
Dans leurs villes universitaires, les étudiants allemands arboraient des casquettes violettes, blanches, vertes et écarlates. Presque tous s'imposaient l'air raide de l'officier allemand et saluaient comme lui, en joignant les talons et en imprimant à leur buste un triple balancement automatique.
Ils ne s'associaient pas en fonction de leurs études, mais d'après la richesse de leurs parents et leur pays d'origine. De là, les noms de leurs corporations : Brunswiga, Allemania, Bremensia, Saxonia, Hanovera (corporation dont Bismarck fit partie), Borussia (corporation à laquelle Guillaume II et tous ses fils ont appartenu et où l'on n'entre qu'avec l'approbation de l'Empereur). Chaque corporation se reconnaissait à la couleur de sa casquette. Dans ces corporations d'étudiants appartenant aux diverses facultés, il y avait, en principe, un avantage intellectuel : chacun d'eux pouvait, par la conversion, mettre à profit, pour élargir son esprit, les études spéciales de ses camarades, en une sorte de frottement encyclopédique. Certaines de ces associations étaient fort riches. La Bremensia n'admettait que les fils des plus considérables négociants de Brême ; la Saxonia, que les héritiers des familles aristocratiques et ploutocratiques. Pour entrer dans la Saxonia, un étudiant doit prouver que sa pension est de 600 marks par mois. Pourtant, d'ordinaire, les étudiants n'ont pas trop à se plaindre de la cherté croissante de la vie. Une chambre très confortable se paie 20 ou 25 marks par mois ; une assez bonne table, 2 marks par jour. En somme, avec une mensualité de 100 marks, un étudiant vivrait. Mais il ne s'agit pas seulement de vivre, il s'agit aussi de boire. Seule peut-être, l'autorisation de boire est sans limite et sans "défense". En toute autre matière, les défenses se multiplient : défense de porter un parapluie ; défense de sortir un paquet à la main ; interdiction, sous peine d'une amende de 10 marks, de boire dans une autre brasserie et de manger dans une "restauration" que celle de la corporation ; interdiction, sous peine d'une amende de 5 marks, de sortir sans sa casquette ; interdiction, sous peine de ne pas porter la casquette pendant cinq, six ou sept semaines, si l'étudiant a été rencontré en galante compagnie. Étaient punis de prison ceux qui manquaient à la discipline universitaire, donnaient un soufflet à un camarade ou se battaient en duel dans des conditions différentes que celles que fixaient le règlement. Le cachot avait pour mobilier un banc, une table, un lit de fer, une poêle et une cuvette. Les murs, blanchis à la chaux, étaient du haut en bas illustrés d'inscriptions et de dessins où figuraient l'étudiant type : casquette aplatie et pipe interminable. Le prisonnier pouvait recevoir ses amis et des cadeaux.
On ne devenait un véritable étudiant qu'à partir du jour où on s'est battu. Auparavant, on n'était qu'un "renard". Le renard buvait la bière dans les chopes d'un quart de litre. Il n'avait pas droit au "demi". "Renard, avance à l'ordre" lui disait l'étudiant. Et le renard accourait, joignait les talons, écoutait respectueusement, obéissait. Aussi, aspirait-il à son premier duel. Les duels entre étudiants, ne résultant pas d'une querelle et mettant aux prises des amis intimes, devraient s'appeler des tournois. Comme il fallait qu'il y ait quelques duels chaque semaine, les corporations s'adressaient de mutuels défis. Les adversaires choisis, de taille et de vigueur à peu près semblables, étaient, dans une salle ad hoc, mis en face l'un de l'autre, cuirassés et matelassés de pied en cap. Leur cou était protégé par une épaisse cravate ; leurs yeux, par de solides lunettes. Ils ne pouvaient recevoir d'estafilade qu'au visage. Lorsque la joue et le nez est ensanglanté, un chirurgien arrivait avec un liquide antiseptique et une aiguille, puis recousait la peau à gros points. C'étaient les balafres de ces combats singuliers que l'on remarquait chez les magistrats, les officiers, les conseillers et les fonctionnaires allemands. Pour les étudiants il y avait un code de la boisson, comme il y avait un code du duel. Amende à qui ne fermait pas sa chope ; amende à qui s'était oublié à dire "la bière est bonne" alors qu'il faut dire divine ; amende à qui ne vidait pas sa chope d'un trait, dès qu'on lui lançait un certain prosit : chacun d'eux réussissait à avaler 15 ou 20 litres en une soirée. Le gouvernement voyait d'un œil favorable toutes ces traditions. Pourtant, les étudiants ne se préoccupaient guère des discussions qui agitaient le Parlement et le pays.

## Sociétés secrètes, pangermanisme, eugénisme et racisme

### Sociétés secrètes
Au début du XXe siècle, la franc-maçonnerie allemande est divisée en deux grands groupes qui se reconnaissent mutuellement: les trois grandes loges de Prusse, dont le siège est à Berlin — loges qui, la franc-maçonnerie étant pour elles chrétienne par essence, refusent en conséquence l'entrée de leurs temples aux juifs — et les cinq obédiences fondées au XIXe siècle à Hambourg, Dresde, Francfort-sur-le-Main et Darmstadt, qui, elles, ne font pas cette distinction et qui sont désignées par les termes de « Grandes loges humanitaires ». Pendant la Première Guerre mondiale, la franc-maçonnerie allemande rompt ses relations avec les francs-maçonneries des pays de la Triple-Entente.
En août 1918 naît la Thule-Gesellschaft.

### «Germanisation» de l'Alsace et de la Lorraine

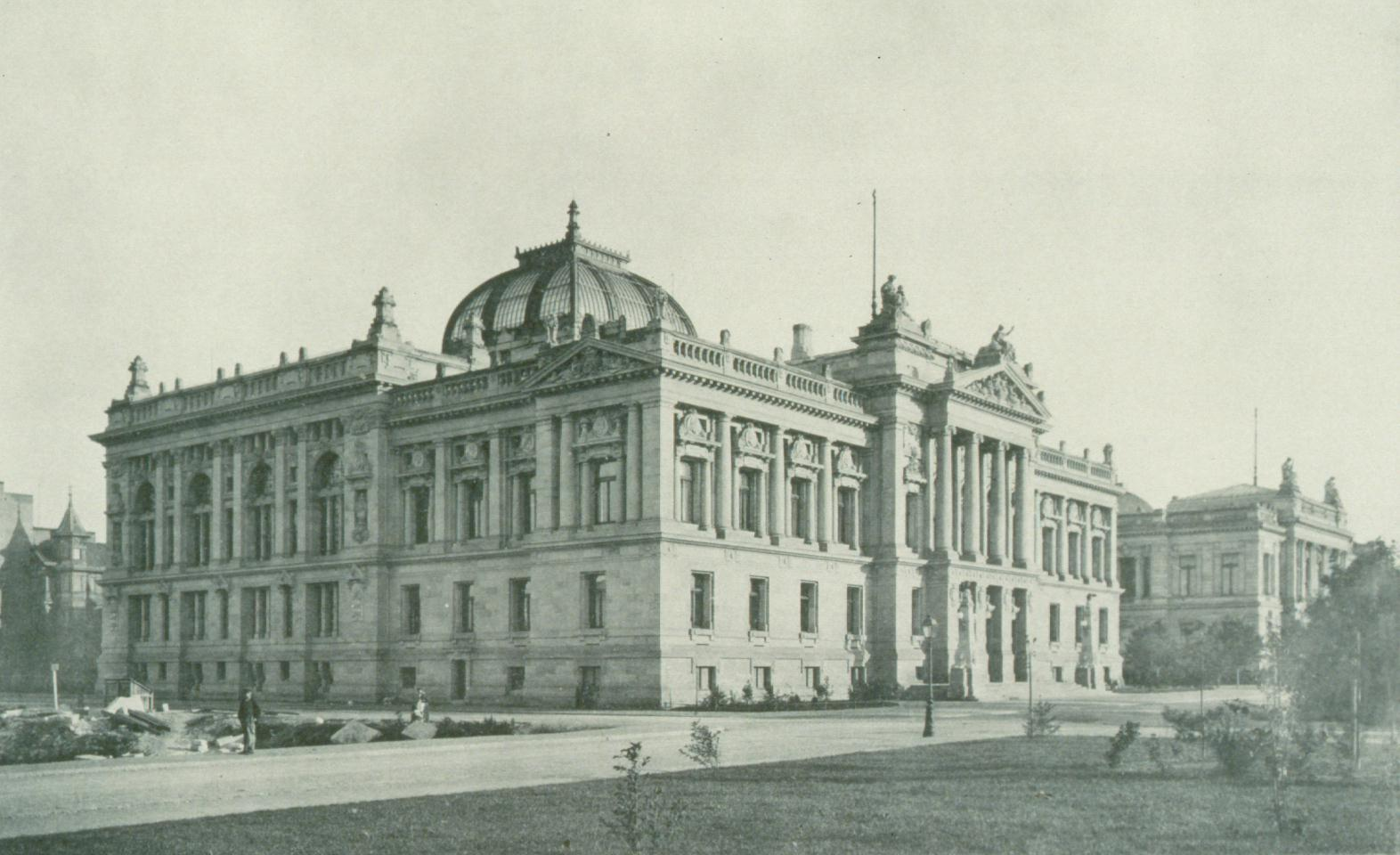
La bibliothèque impériale de Strasbourg lors de son inauguration en 1895.

L'Alsace et la moitié nord-est de la Lorraine allemande sont de culture traditionnelle germanique mais, ayant été rattachées à la France durant plus d'un siècle au moment de leur annexion au Reich en 1871, le gouvernement impérial estime que ces territoires doivent être « re-germanisés » et les organise en une « Terre d'Empire d'Alsace-Lorraine » (Reichsland Elsaß-Lothringen) régie « directement » par l'Empereur, représenté par un Reichsstatthalter (gouverneur), et par les organes fédéraux de l'Empire. Les lois qui concernent cette nouvelle province doivent être votées par le Conseil fédéral. La Kulturkampf devient ici une politique d'éradication de l'influence française.

### La communauté juive wilhelmienne entre intégration et antisémitisme
Jusqu'au XIXe siècle, les Juifs sont absents de certaines parties de l'Allemagne en raison des interdits qui les concernaient dans quelques régions ou villes. Après l'émancipation proclamée en 1869, les Juifs migrent en masse vers les grandes villes commerciales  Hambourg, Cologne ou Leipzig ; en 1910, la communauté juive compte environ 610 000 membres. L'urbanisation et l'émancipation s'accompagnent de la sécularisation des populations juives et de l'abandon progressif du yiddish en faveur de l'allemand.

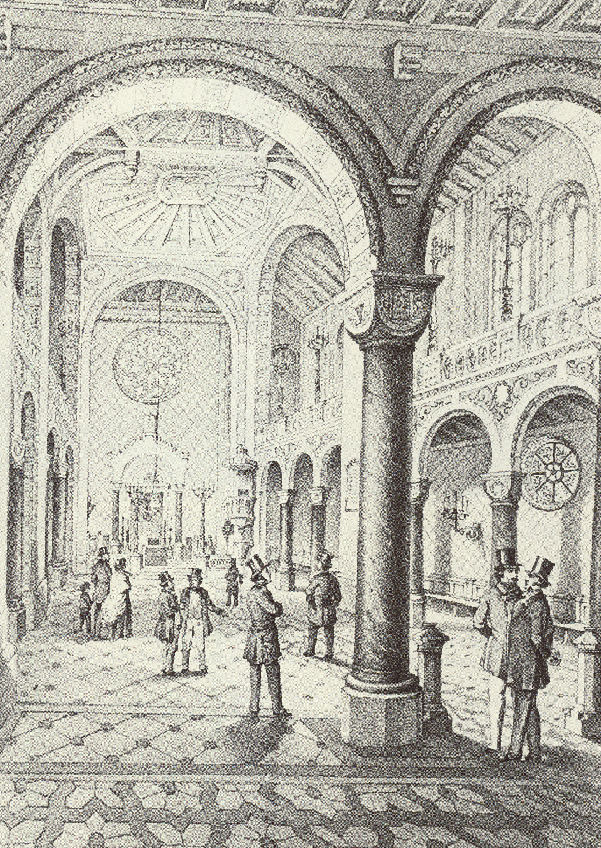
La synagogue de Mannheim en 1860, par Adam Gatternicht.

L'intégration sociale et économique des Juifs va de pair avec leur émancipation, dont le corollaire est la fin des quartiers réservés. Les nouvelles synagogues sont construites dans différents quartiers des villes et non plus dans un quartier spécifique. Elles prennent place comme bâtiments publics. Leur façade sur rue assume une fonction sociale de représentation et se trouve dès lors chargée d'une dimension identitaire. Mélanges de différents styles architecturaux, elles traduisent la prospérité de la communauté.
Dans la communauté juive allemande, les prolétaires disparaissent presque totalement et la plupart des membres accèdent aux classes bourgeoises, à un niveau supérieur à la moyenne de la population allemande globale. À la fin du XIXe siècle, la moitié de la communauté juive travaille dans le commerce mais les professions intellectuelles ou libérales (enseignants, médecins, avocats) sont également importantes. Dans le secteur industriel, les Juifs sont nombreux à posséder des PME dans la construction électrique, la chimie, les métaux non ferreux et les textiles. La plus belle réussite industrielle juive est celle d'A.E.G., la troisième entreprise électrotechnique du monde en 1913. Au début du XXe siècle, les Juifs possèdent 6 à 7 % de la fortune du Reich, représentent 25 % des membres des conseils d'administration et 14 % des directeurs de grandes entreprises. L'élite juive entre alors de plain-pied dans la bourgeoisie allemande et intègre parfaitement la culture allemande. Friedrich Nietzsche écrit : « Partout où les Juifs ont acquis de l'influence, ils ont enseigné à distinguer avec plus de subtilité, à conclure avec plus de rigueur, à écrire avec plus de clarté et de netteté : leur tâche fut toujours d'amener un peuple à la Raison ». Autour du Kaiser, on trouve des Juifs, savants ou industriels comme Walther Rathenau.
Des artistes et des intellectuels juifs s'illustrent :
- dans le domaine musical, Giacomo Meyerbeer, compositeur d'opéra installé à Paris à partir de 1825, est célèbre dans toute l'Europe comme Felix Mendelssohn, petit-fils de Moses Mendelssohn mais élevé par des parents convertis au christianisme ;
- en peinture, il convient de citer Moritz-Daniel Oppenheim, un membre éminent du Mouvement nazaréen, l'orientaliste Gustav Bauernfeind, le graveur Ben Nathan, Wilhelm Tielman, peintre et lithographe de la fin du XIXe siècle, Yaacov Adami, Ferdinand Heilbuth, Salomon Hirschfelder, Max Liebermann, un peintre s'inspirant du mouvement impressionniste français, Sophie Blum-Lazarus qui étudie la peinture à Francfort avant de se spécialiser dans la tapisserie. La plupart de ces peintres sont aujourd'hui inconnus du grand public mais continuent à être vendus dans les galeries et les ventes aux enchères[18];
- dans le domaine littéraire, Heinrich Heine reste un des plus grands poètes allemands de la première partie du XIXe siècle : pour mieux s'intégrer à la société allemande, il se convertit au christianisme à l'âge de 28 ans, ce qu'il appelle « le ticket d'entrée dans la société européenne » ; Berthold Auerbach, aujourd'hui oublié, est lu dans toute l'Europe de son vivant, et Else Lasker-Schüler publie de nombreux poèmes. Les élites intellectuelles juves d'Europe centrale utilisent l'allemand comme langue d'usage et se tournent vers le Reich pour faire connaître leurs travaux : c'est le cas de Karl Emil Franzos, né en Galicie, auteur de nombreuses nouvelles où les Juifs sont dépeints sous des traits positifs, de Franz Kafka qui fait publier ses livres à Leipzig ou à Berlin, du viennois Joseph Roth qui poursuit sa carrière à Berlin, du philosophe et théologien Martin Buber qui fonde une maison d’édition à Berlin, ou même du marxiste viennois Rudolf Hilferding qui devient ministre allemand de l’Économie, sous la République de Weimar ;
- dans le domaine des sciences, les Juifs donnent à l'Allemagne plus de trente grands scientifiques : Albert Einstein, Paul Ehrlich qui reçoit le prix Nobel de médecine en 1908 pour ses travaux sur la syphilis, Max Born, Léon Aron, l'inventeur du tube à néon, Richard Willstätter, prix Nobel de chimie en 1916, Fritz Haber prix Nobel de chimie en 1918, Otto Warburg, un botaniste. Ils apportent neuf prix Nobel à leur pays ;
- dans le domaine des idées, l'Allemagne impériale compte aussi un précurseur du sionisme : Moses Hess. C'est le premier penseur juif à tenir la « question juive » pour une question surtout politique qui doit être résolue dans un cadre national. Il publie en 1862 Rome et Jérusalem. Il y analyse le nouvel antisémitisme qu'il définit comme un véritable racisme antijuif fondé sur des critères pseudo-scientifiques. Il constate que ce phénomène s'est bien enraciné en Allemagne. Pour lui, les Juifs ne forment pas seulement un groupe religieux comme le pensent les Juifs réformés mais ont besoin d'une vie nationale spécifique. La solution repose donc sur la création d'un État juif en Palestine fondé sur des principes socialistes. Moses Hess est très peu lu à son époque. Il n'est redécouvert qu'après la mise en place du mouvement sioniste par Theodor Herzl et honoré comme le père fondateur du sionisme socialiste[19] ;
- on peut aussi mentionner des explorateurs et aventuriers comme Isaak Schnitzer « Emin Pacha ».

Tout au long du XIXe siècle, les Juifs allemands renoncent à leurs particularismes linguistiques et culturels : ils se disent citoyens « de confession israélite ». L'assimilation des Juifs à la fin du XIXe siècle est une « construction de l’identité judéo-allemande, complexe et ambiguë, et une nouvelle culture minoritaire, sécularisée ». La communauté se sécularise, les mariages mixtes touchent 25 % des Juifs, les conversions au christianisme se multiplient, mais les Juifs n'en affirment pas moins leur fierté pour les contributions juives à la civilisation occidentale ou allemande : la Bible et le monothéisme, ainsi que les œuvres de d'Heinrich Heine, de Ludwig Börne ou de Moses Mendelssohn considéré comme un « nouveau Moïse ». Le philosophe Hermann Cohen écrit au début du XXe siècle un essai intitulé Germanité et judéité. Pour lui, l'Allemagne impériale (et dans une moindre mesure l'Autriche-Hongrie) sont « le nouvel Israël ». Des historiens juifs comme Heinrich Graetz publient des ouvrages érudits, créent des revues scientifiques où ils cherchent à concilier la fidélité au judaïsme avec la loyauté envers la nation allemande.
L'intégration des Juifs dans la société allemande occasionne des débats religieux dans la communauté. Deux courants se développent au XIXe siècle : le judaïsme réformé et le mouvement néo-orthodoxe. Dans la première moitié du XIXe siècle, Abraham Geiger est le chef de file du judaïsme réformé issu de l’Aufklärung. Il se calque sur le modèle protestant. Dans leurs sermons, les rabbins reprennent le thème de l'édification, thème autrefois typiquement chrétien. On introduit des cantiques en allemand, chantés par toute l'assemblée, et l'orgue apparaît dans les synagogues. Les prières sont traduites et l'on débat sur l'abandon de l'hébreu dans la liturgie. Zacharias Frankel fonde en 1854 le séminaire de théologie juive (Jüdisch-theologisches Seminar) de Breslau. Heinrich Graetz, le célèbre historien juif, est l'un des professeurs du séminaire. Tentant de concilier tradition et modernité, il accepte les conclusions des analyses critiques et historiques, un enseignement général et le respect des observances religieuses. C'est de cette tendance que naît le judaïsme positif-historique, qui trouvera son équivalent aux États-Unis un siècle plus tard, dans le judaïsme conservateur. La majorité des Juifs allemands choisit d'adhérer au judaïsme réformé. L'émancipation et l'intégration des Juifs allemands n'aboutit pas à la fusion totale avec le reste de la population allemande. En effet, même intégrés, les Juifs se heurtent à la montée de l'antisémitisme qui est l'une des formes possibles du nationalisme chez les chrétiens. Les intellectuels juifs l'attribuent à la bêtise et l'ignorance et pensent pouvoir le combattre par un discours historique scientifique.
Au début du XXe siècle, de nombreux Juifs fuyant les pogroms russes trouvent refuge en Allemagne. On en dénombre environ 80 000 en 1919. Pauvres, parlant le yiddish et non l'allemand, religieusement traditionalistes et politiquement très à gauche, les Juifs de l'Est (Ostjuden) constituent un nouveau prolétariat juif, mal intégré à la société allemande et objet de mépris chez beaucoup de Juifs allemands intégrés. Ils réactivent auprès des antisémites l'image du Juif errant. La philosophe Hannah Arendt propose deux figures du Juif allemand de l'époque : la lignée des « parvenus », hommes d'affaires riches et conformistes recherchant la respectabilité (Gerson Bleichröder, le banquier de Bismarck, Albert Ballin, directeur de la puissante compagnie maritime, Walter Rathenau entre autres) et les « parias » exclus et persécutés qui se révoltent contre la société bourgeoise comme Heinrich Heine et Rosa Luxemburg. Au tournant du XXe siècle, les Juifs de l'Europe entière sont particulièrement engagés dans les mouvements socialistes. En 1918 et 1919, Rosa Luxemburg, Leo Jogiches et Paul Levi jouent un rôle fondamental dans les révolutions à Berlin. Kurt Eisner, Gustav Landauer, Ernst Toller et Eugen Leviné sont au premier rang à Munich.
Si les Juifs intégrés se sentent des Allemands à part entière, ils sont perçus par certains de leurs compatriotes de culture chrétienne comme un « corps étranger à la nation ». Ils sont devenus des citoyens du Reich, mais pas des membres du Volk allemand. De plus, l'antisémitisme devient l'un des codes culturels de l'identité allemande, ancrée dans des mythes nationaux faute d'avoir suffisamment intégré les valeurs libérales et humanistes, comme en France. Le fait que l'unité allemande se soit réalisée sous l'égide du militarisme prussien, a comme corollaire le culte de l'Allemagne ancestrale et aristocratique qui entre en opposition avec la modernité et plus particulièrement avec la modernité juive : l'équation « Juifs = cosmopolitisme » devient un des traits permanents de l'antisémitisme. Le Juif est identifié au commerce, à la mobilité de l'argent et de la finance, à un universalisme abstrait, au droit international et à la culture urbaine « métissée ».
Le « vrai Allemand », en revanche, est présenté comme enraciné dans le sang de ses ancêtres et dans la terre (Blut und Boden), créant sa richesse par le travail de production (secteurs primaire et secondaire) et non par celui des échanges ou des services (secteur tertiaire). Heinrich von Treitschke illustre ces « réticences » vis-à-vis des Juifs allemands : bien que partisan de leur émancipation, il doute de leur capacité à se fondre dans la nation allemande et refuse pour l'Allemagne une ère de métissage culturel judéo-allemand dans un article publié dans les Preussische Jahrbücher de novembre 1879. Cet article déclenche une violente controverse qui débute à l'Université de Berlin vers 1880. Theodor Mommsen, collègue de Treitschke à l'université de Berlin, considère que les principes libéraux et l'État de droit sont au-dessus des principes de la « nation allemande ».
Au milieu du XIXe siècle se met en place la forme moderne de rejet qui n'est pas d'ordre religieux ou socio-économique, mais d'ordre pseudo-scientifique. Basé sur une réécriture pseudo-anthropologique de la « Table des peuples » biblique, ce mouvement établit des hiérarchies entre les races, idéalise l'aryen et fait du sémite un être affligé des signes visibles de son infériorité. Ces thèses sont très présentes en France (Paul Broca, Joseph Gobineau) et au Royaume-Uni (Herbert Spencer et Francis Galton). En Allemagne, elles sont exposées par Ernst Haeckel et par Adolf Stöcker, un pasteur prédicateur à la cour impériale, qui a fondé le Parti ouvrier chrétien-social qui dénonce la « domination des Juifs » sur la presse et la finance. En 1893, seize députés appartenant à l'Antisemitische Volkspartei fondé par Otto Böckel sont élus au Reichstag. Leur programme réclame l'exclusion des Juifs de la fonction publique et de l'enseignement. Les pangermanistes allemands tiennent des discours similaires.
L'armée est l'une des institutions où l'antisémitisme grandit. Il est très difficile pour un Juif d'y faire une carrière brillante. En 1907, sur les 33 607 officiers que compte l'armée allemande, il n'y a que 16 Juifs qui servent tous dans l'armée bavaroise. Les Einjährig-Freiwillige sont des écoles militaires accueillant des jeunes Allemands ayant reçu une formation supérieure. Après une année de service militaire, les anciens élèves deviennent officiers de réserve. Or aucun des 30 000 Juifs qui ont intégré cette école à partir de 1880 n'est devenu officier de réserve. Malgré ces discriminations, en 1914, l'Union centrale et l'Association des Juifs allemands appellent leurs membres « à consacrer toutes leurs forces à leur patrie au-delà de ce qu'impose le devoir ». Même l'Union sioniste pour l'Allemagne tient un discours patriotique. 10 000 Juifs sont volontaires dès 1914. Ludwig Frank, député au Reichstag, est un des premiers engagés. Il meurt dans les premiers combats, lors de la bataille de Lunéville. En tout, plus de cent mille Juifs combattent pour l'Allemagne pendant la Première Guerre mondiale dont 77 000 sur les différents fronts et 12 000 périssent au champ d'honneur. 19 000 sont promus officiers, mais aucun ne devient général, contrairement à ce qui se passe en Autriche-Hongrie. 30 000 reçoivent des décorations.
Après la guerre, cette participation n'empêchera pas la diffusion par les cercles militaristes et nationalistes du mythe du « coup de poignard dans le dos » (dont les Juifs auraient été les instigateurs), obligeant les anciens combattants juifs à se regrouper dans la « Ligue des Soldats Juifs du Front » (Reichsbund Jüdischer Frontsoldaten) présidée par Leo Lowenstein.

### Traitement des indigènes aux colonies

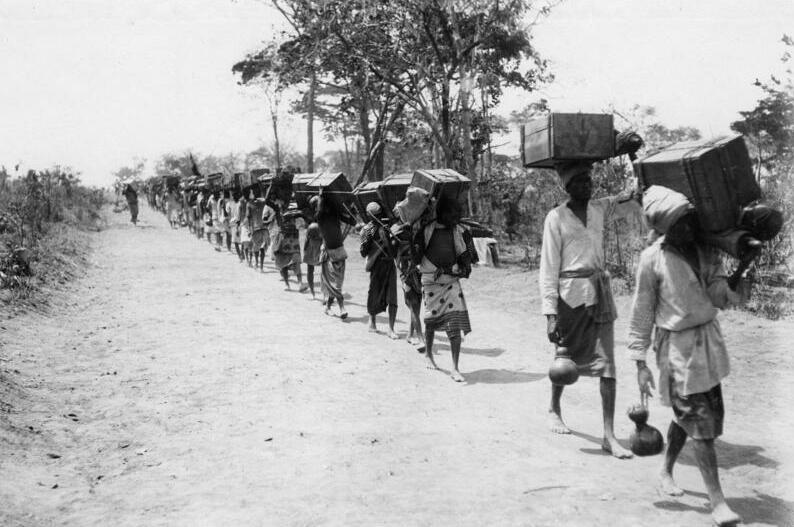
Porteurs indigènes en Afrique orientale allemande.

Même si les colonies allemandes ne furent pas des terres de relégation de proscrits, de délinquants ou d'opposants politiques comme ce fut le cas pour la Grande-Bretagne, les colons allemands instaurèrent un véritable système de taxes/corvées qui, par bien des aspects, ressemblait au système médiéval de servage. Les Africains étaient toujours présentés, comme on le faisait aussi dans les autres empires coloniaux, de manière très péjorative : « paresseux, stupides, sales, fourbes, immoraux », et la violence physique, allant jusqu'à des exécutions publiques « exemplaires » pour des futilités, devint rapidement un « outil de travail » usuel.
Les colons allemands sont des migrants volontaires : pour la plupart, ce sont des employés et agents des sociétés coloniales, des fonctionnaires impériaux ou des commerçants. L'esprit avant tout affairiste, la solidarité communautaire et la Kultur allemande marquent aussi fortement la mentalité de ces expatriés  en dépit du fait qu'en quittant les frontières de l'Empire, ces émigrants perdent leur statut de citoyens impériaux pour devenir des Heimatlosen (apatrides) ce qui paradoxalement renforce outremer leurs sentiments identitaires. Tous ces éléments - ainsi bien sûr que les stéréotypes idéologiques européens à l'égard des colonisés, intellectuellement et culturellement « inférieurs » - jouent un rôle essentiel dans la mentalité de ces colons et influencent très fortement leurs rapports avec les indigènes, marqués d'affairisme pragmatique, et de condescendance. Cependant, des Allemands créent, à l'instar des Britanniques, un comité anti-esclavagiste, le Deutschen Antisklaverei Komitee afin de supprimer l'esclavage, et qui est présidé un temps en Allemagne par le prince de Wied.
Le racisme n'empêcha toutefois pas quelques mariages entre colons et indigènes, au grand dam des autorités politiques et de la caste coloniale. L’interdiction légale de célébrer ces mariages civils entre Allemands et Africaines, Samoanes ou Papoues fut instaurée dès 1905 dans le Sud-Ouest africain allemand, interdiction mise en place dans les autres colonies au cours des années suivantes. D'autres mesures légales vexatoires furent également prises à l'égard de ces couples mixtes et de leurs enfants (interdiction de fréquenter les établissements scolaires allemands, de prendre part aux élections des conseils régionaux, etc.). Une tentative libérale de dépôt d'une proposition de loi visant à légaliser ces mariages et à protéger les droits légaux des enfants nés de ces unions, faite au Reichstag en 1912, provoqua un tel tollé tant dans les colonies qu'en Allemagne qu'elle fut rejetée.
Le mépris affiché, institutionnalisé et légalisé à l'égard des populations indigènes n'empêcha pas ethnologues, anthropologues, linguistes, missionnaires et parfois fonctionnaires allemands, comme le capitaine Anton-Bruno Herold, fondateur du poste administratif de Misahöhe au Togo (qu’il dirigea de 1890 à 1892), qui étudia la culture et la langue du peuple Ewe, de s'intéresser avec la plus extrême rigueur scientifique aux cultures locales, au point de susciter la création d'une véritable « école africaniste allemande » de grande réputation. Plusieurs, comme le professeur Carl Meinhof et le docteur Heepe, prirent fait et cause pour les indigènes maltraités dans leur identité ethnique et moqués dans leurs croyances « superstitieuses » et leurs cultures « primitives » et « inférieures » par leurs colons.
L'itinéraire du camerounais Atangana Ntsama, fils d'un roi local beti-ewondo, est exemplaire : ce serviteur de la cause coloniale allemande, devenu, en tant que conseiller indigène, le dépositaire de la culture de son peuple, devint en 1911 « moniteur » de langue ewondo à l’Institut colonial de Hambourg. Atangana arriva à ce titre en Allemagne le 1er mai 1912 et fut en activité à l’Institut colonial du 25 juin 1912 au 11 juin 1913. Les textes dont il est l’auteur furent imprimés en 1914, puis repris, avec leur traduction en allemand, dans un volumineux ouvrage que le Dr. Heepe consacrera à la langue des Beti de Yaoundé et qu’il publiera en 1919.
Toutefois, alors que ce type de politique était fréquent chez les Français comptant sur l'autorité des chefs et rois traditionnels pour construire progressivement leur empire, les Allemands, au contraire, remplacèrent chaque fois qu'ils le purent l'influence des souverains indigènes par le pouvoir direct de l'administration coloniale. Ils recoururent souvent à la violence armée et des génocides eurent lieu, comme celui des Herreros et des Namas dans le Sud-Ouest africain allemand.

## L'Allemagne wilhelmienne en guerre (1914-1918/1919)
« En Allemagne, la guerre est présentée comme une tentative de rompre l’encerclement insupportable des puissances acharnées à la perte de l’Allemagne et de son principal allié. La réalisation de l’unité nationale se fait, plus fondamentalement, au nom de la « Deutsche Kultur » identifiée à la défense de la patrie et à l’histoire de la nation. Comme en France et en Grande-Bretagne, la « guerre patriotique » prit d’emblée un caractère messianique. Cette spécificité commune renvoyait à une conception partagée de la nation en tant que principe actif de l’histoire.
Du côté allemand, ce fondamentalisme historique s’inscrivait dans la tradition du soulèvement national inauguré en 1813 et pouvait s’appuyer sur le dénouement heureux de 1870-1871. Dans ce continuum guerrier de l’histoire nationale, la figure impériale occupait une place essentielle en tant que symbole de l’unité allemande et du sentiment patriotique. Cette projection dans le passé national pour interpréter et comprendre le présent bénéficiait en outre d’une longue tradition, vivement entretenue par les pratiques commémoratives et les souvenirs de guerre (près de six cents nous indique Maurice Jacob pour la guerre de 1870-1871) »

— La représentation du soldat pendant la Grande Guerre

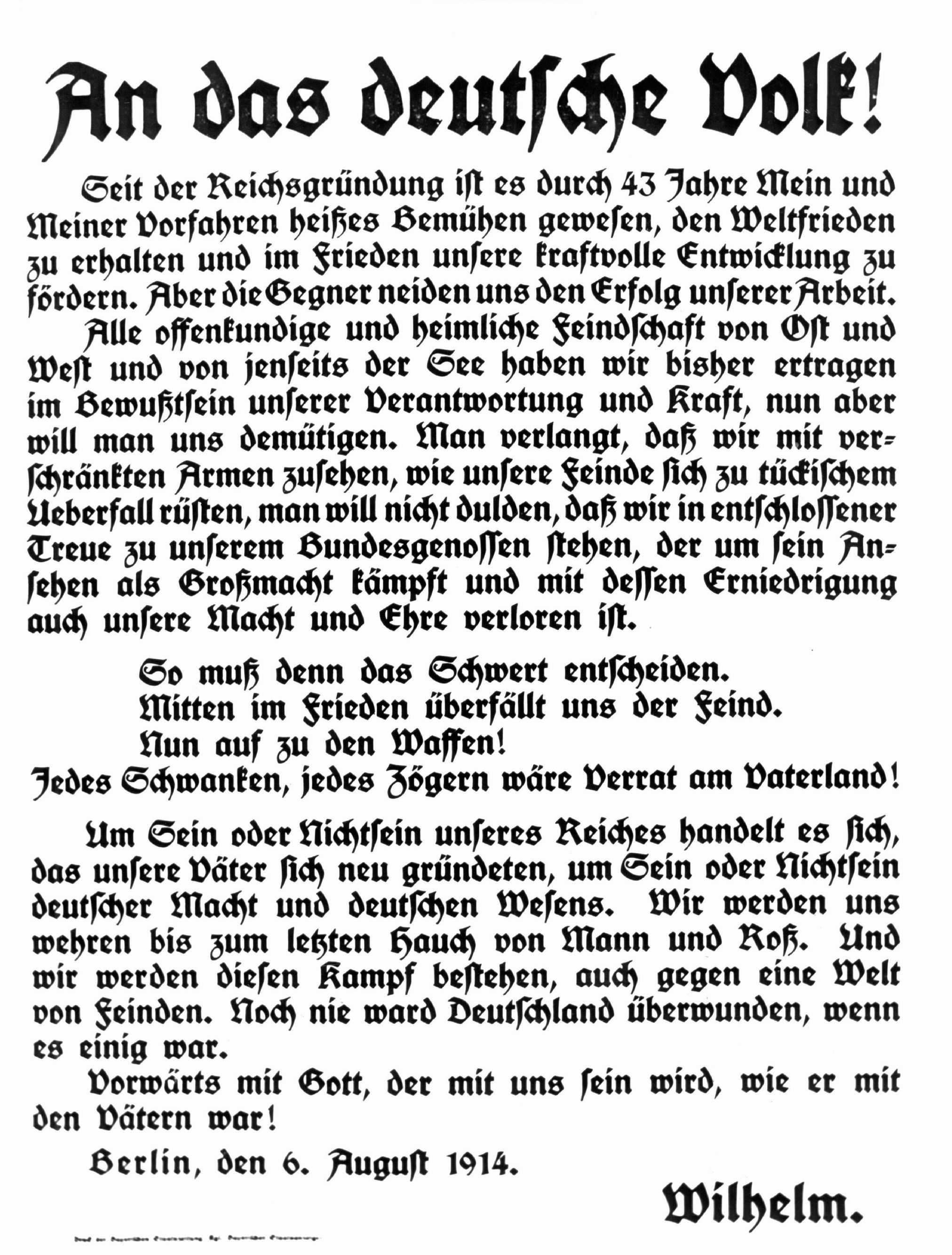

### 1918-1919: la fin d'une époque
Les mutineries de l'automne 1918, l’instauration de conseils ouvriers (Arbeiter und Soldatenräte) dans toutes les grandes villes de l'empire, de Metz à Berlin, forcèrent Guillaume II à renoncer non seulement au trône allemand mais aussi au trône de Prusse. Les autres souverains allemands, qui avaient dû le suivre dans sa démarche autoritaire et militariste ne purent pas non plus sauver leurs dynasties séculaires.
Le chancelier Max von Baden ayant annoncé son abdication, la république fut proclamée et le monarque déchu, se résignant, abdiqua officiellement le 9 novembre 1918 (le traité d'abdication ne fut signé cependant que le 28) et se réfugia à Doorn aux Pays-Bas (protégé par la reine Wilhelmine, il ne sera pas livré aux vainqueurs pour être jugé comme responsable de la guerre conformément aux souhaits des alliés).
Deux jours plus tard, l'armistice du 11 novembre 1918 sanctionne la défaite militaire du Reich.